# Tipula subglabrata
Tipula subglabrata är en tvåvingeart som beskrevs av Alexander 1951. Tipula subglabrata ingår i släktet Tipula och familjen storharkrankar.
Artens utbredningsområde är Peru. Inga underarter finns listade i Catalogue of Life.